# Villa Durazzo-Pallavicini

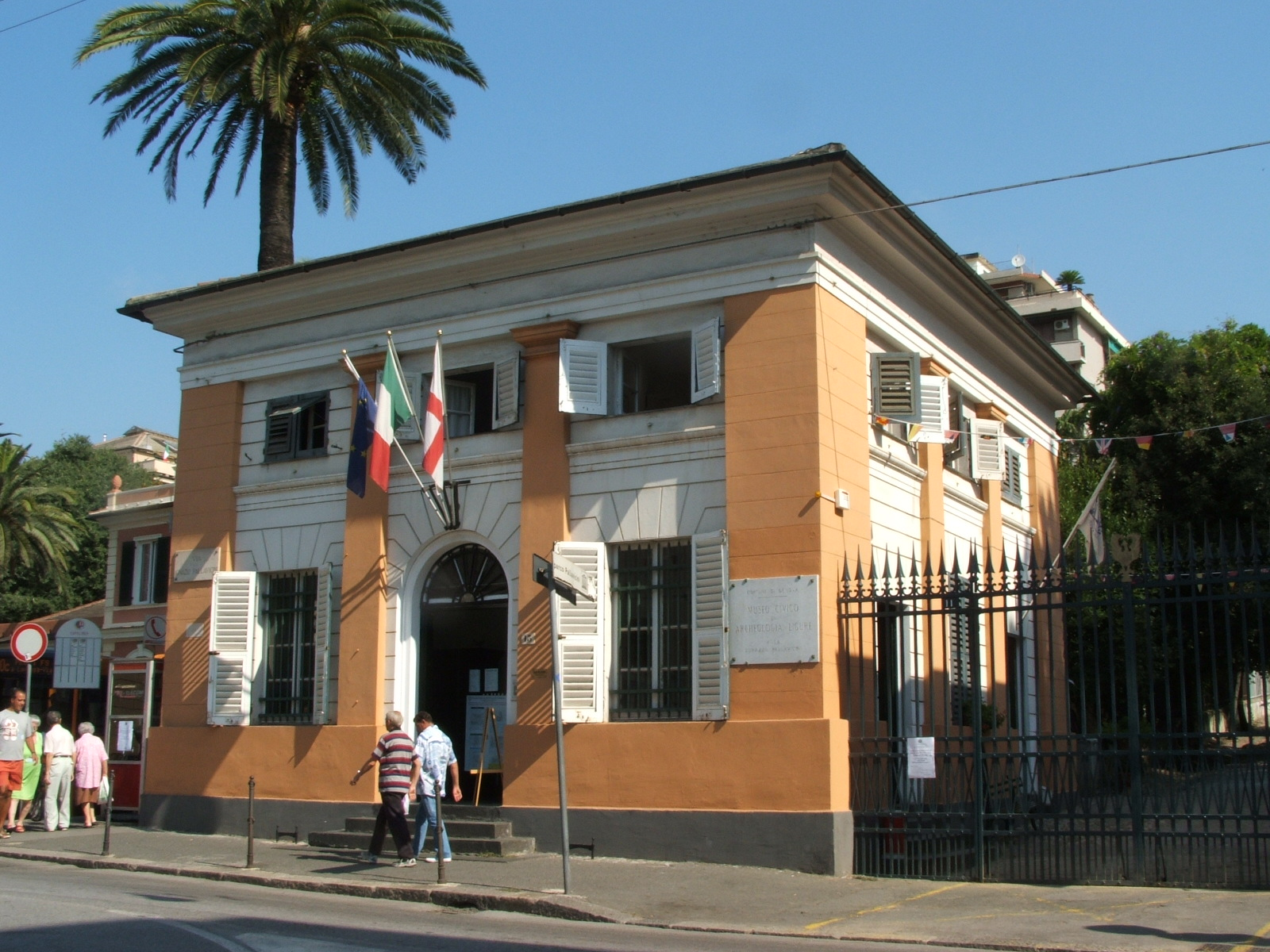
Exterior da Villa Durazzo-Pallavicini, cujas salas acolhem o Museu de Arqueologia Ligure.

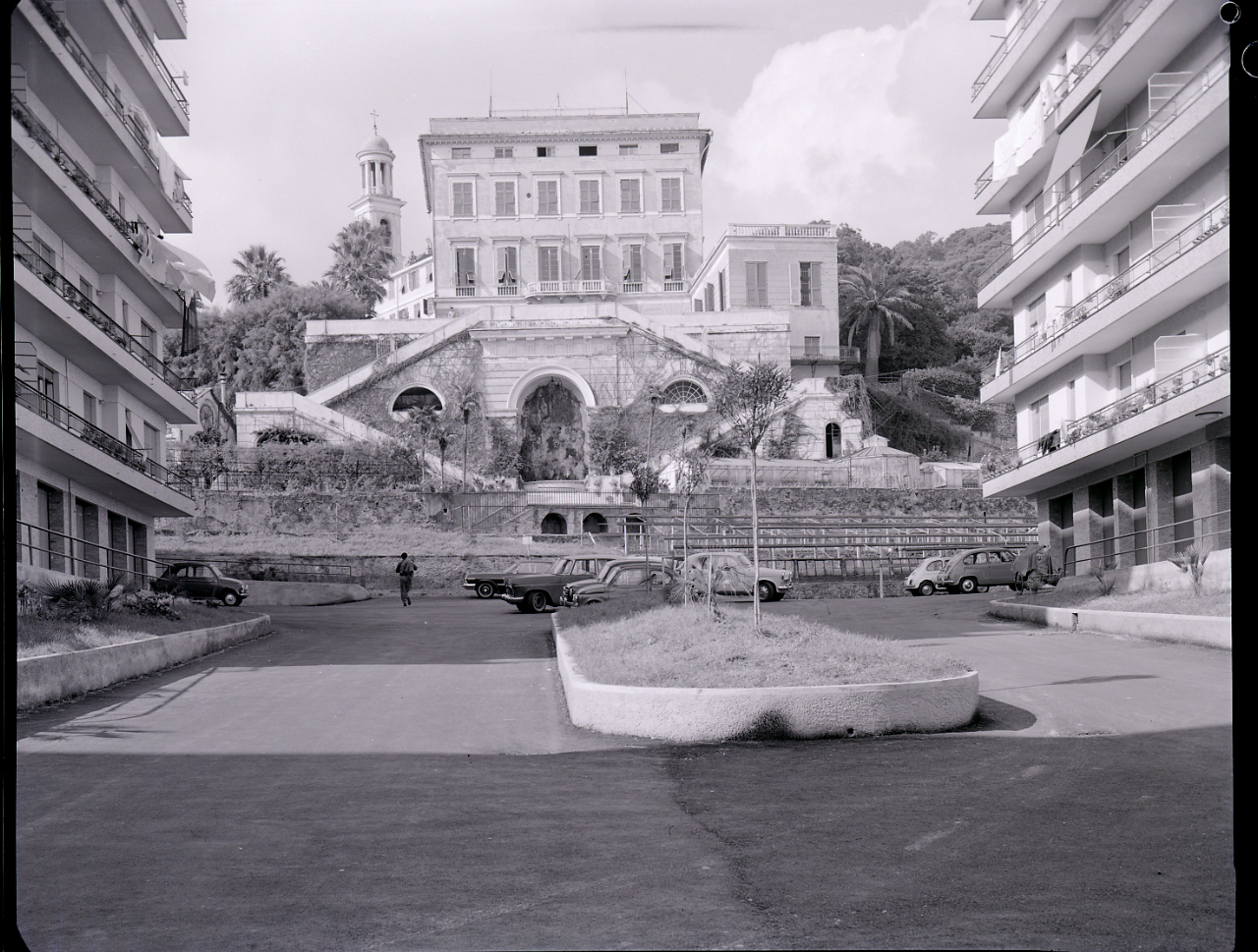
Villa Durazzo Pallavicini, foto por Paolo Monti, 1963

A Villa Durazzo-Pallavicini é um palácio italiano que se encontra em Pegli, bairro residencial da zona poente de Génova. O parque romântico anexo à villa, compreendendo também o Museu de Arqueologia Ligure, encontra-se entre os maiores jardins históricos a nível europeu.
O palácio foi construído por vontade de Ignazio Alessandro Pallavicini, sobrinho da Marquesa Clelia Durazzo, o qual entregou o planeamento e a completa realização a Michele Canzio, irmão de Stefano Canzio e cenógrafo do Teatro Carlo Felice, além de mestre junto da Accademia Ligustica di Belle Arti (Academia Ligústica de Belas Artes).
Apesar da agressão da urbanização e da industrialização (sob o parque foi escavada uma galeria onde passa uma auto-estrada), a Villa Durazzo-Pallavicini permanece como um dos melhores exemplos de residência de villa nobre, que nos séculos passados foram tradição das poderosas famílias genovesas.
A villa é facilmente alcançada a partir da estação ferroviária de Génova-Pegli.

## O Museu de Arqueologia Ligure
As salas da Villa Durazzo-Pallavicini dão corpo ao Museo di Archeologia Ligure (Museu de Arqueologia Ligure).
O museu oferece um amplo panorama sobre o passado mais remoto da Ligúria: dos gigantescos ursos das cavernas que há 80.000 anos hibernavam nas grutas ligures durante os rigores da última glaciação as mais importantes cidades romanas da região, entre as quais Génova, como confirmam descobertas urbanas ocorridas na década de 1990 por ocasião dos trabalhos para a realização do metropolitano da cidade.
O percurso expositivo, ampliado na década de 2000 e dotado de numerosos suportes didácticos, desenrola-se através de descobertas de notável importância, como: 
- as sepulturas paleolíticas, mais conspícuas e melhor conservadas da Europa, entre as quais a mais antiga, remontando a cerca de 20.000, é chamada del "Principe" delle Arene Candide (do "Príncipe" da Arene Candide) pela extraordinária riqueza do traje;
- os túmulos dos primeiros habitantes de Génova, cidade fundada em 500 a.C. nas rotas comerciais entre a Etrúria e a grega Massalia (Marselha), uma grande necrópole que restituiu à luz cerâmica grega sob a forma de figuras vermelhas, bronzes etruscos, vasos de alabastro e de vidro de procução medio-oriental;
- a primeira das estátuas-estelas encontradas na Lunigiana, enigmáticas presenças de heróis-guerreiros da Idade do Cobre;
- a Tábua Brônzea de Polcevera, peça que apresenta, inciso no bronze, o primeiro acto jurídico da Ligúria.

Fecha a exposição a preciosa e ecléctica recolha do coleccionador oitocentista: o Príncipe Oddone Eugenio Maria di Savoia, filho do Rei Vitor Emanuel II, que à sua morte prematura dotou Génova de um património relevante de vasos gregos, bronzes, cerâmicas, vidros e gemas romanas.

## O parque

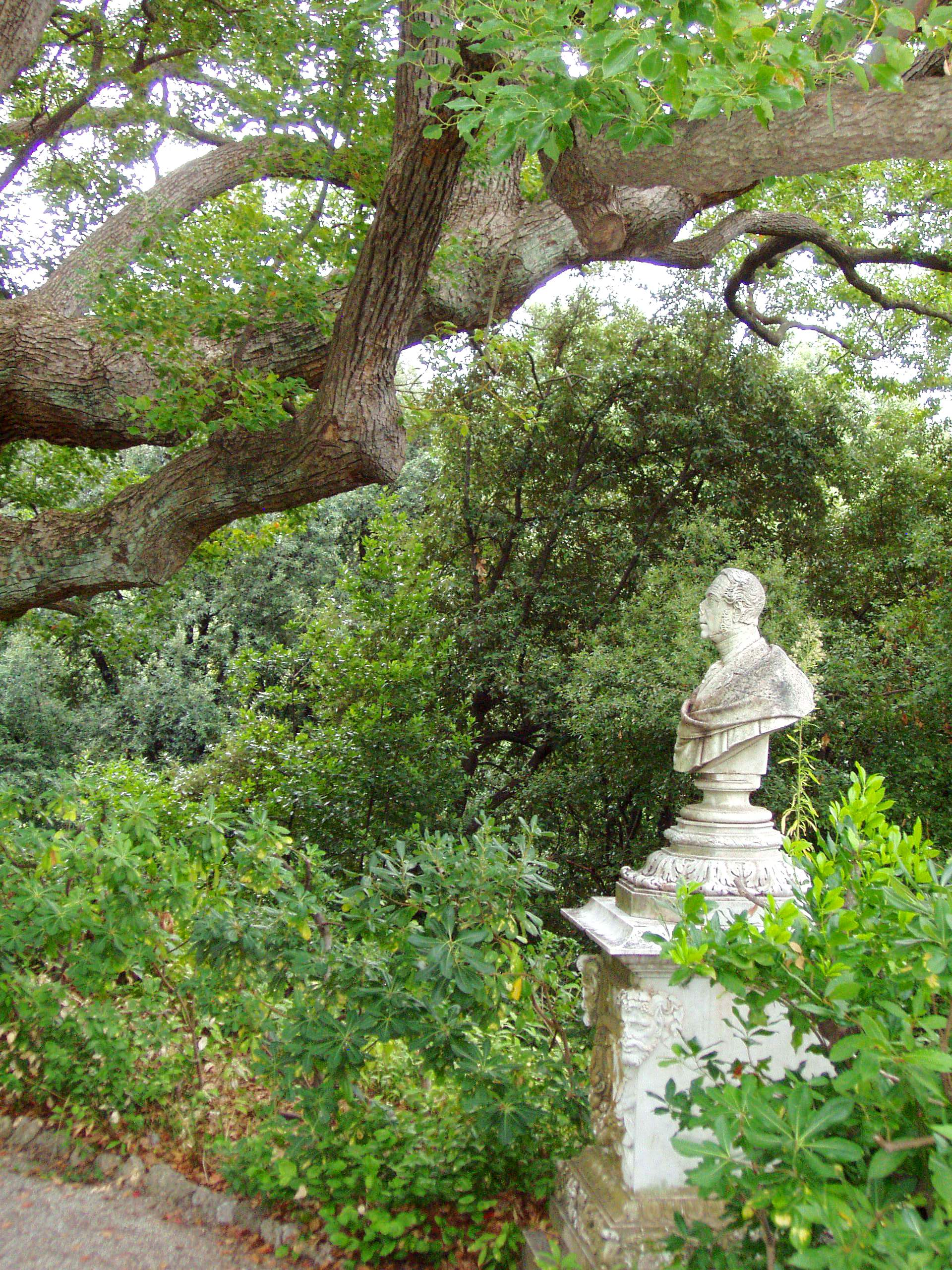
Busto representando Michele Canzio.

Os trabalhos no parque, realizados entre 1840 e 1846, ano da inauguração oficial embora ainda tenham prosseguido durante algum tempo, deram cumprimento a uma obra considerada hoje entre as mais altas expressões de jardim romântico oitocentista, graças à interpretação de Canzio que, dispondo as diversas cenografias, soube compor um itinerário de inspiração melodramática, por meio duma história que se desenvolve num prólogo e três actos de quatro cenas cada um. Isto permite, deste modo, viajar através de caminhos contornados por arquitecturas neoclássicas, ou de estilo neo-gótico ou rústico, ladeados por palmeiras, plantas exóticas, azinheiras e loureiros.
O prólogo, através de dois caminhos, leva ao primeiro acto, centrado na natureza. Aqui, está presente uma das mais antigas coleccções italianas de camélias, cuja floração é, obviamente, visível na Primavera.
O segundo acto, na zona alta, agora não visitável, representa a sucessão da história através de falsas ruínas medievais (edíciola dedicada à Nossa Senhora, castelo do século XIV, mausoléu do senhor).
O terceiro acto é o da Purificação. Através das grutas (hoje fechadas ao público) representando os infernos dantescos catártica do Paraíso: aqui, a mestria cenográfica de Canzio revela-se em pleno, com o templo neoclássico de Diana e a ponte em estilo oriental.
Por fim, além de numerosas obras de arte escultória, atribuidas principalmente a Giovanni Battista Cevasco, contam-se numesosos exemplres de vegetais bastante raros e plantas de interesse botânico, incluindo espécimens adultos de Araucaria bidwillii, Cedrus libani, Cinnamomum glanduliferum, Jubaea chilensis, Pinus pinea, Podocarpus macrophillus e um refinado expositor com cerca de 160 exemplares de Camellia japonica.

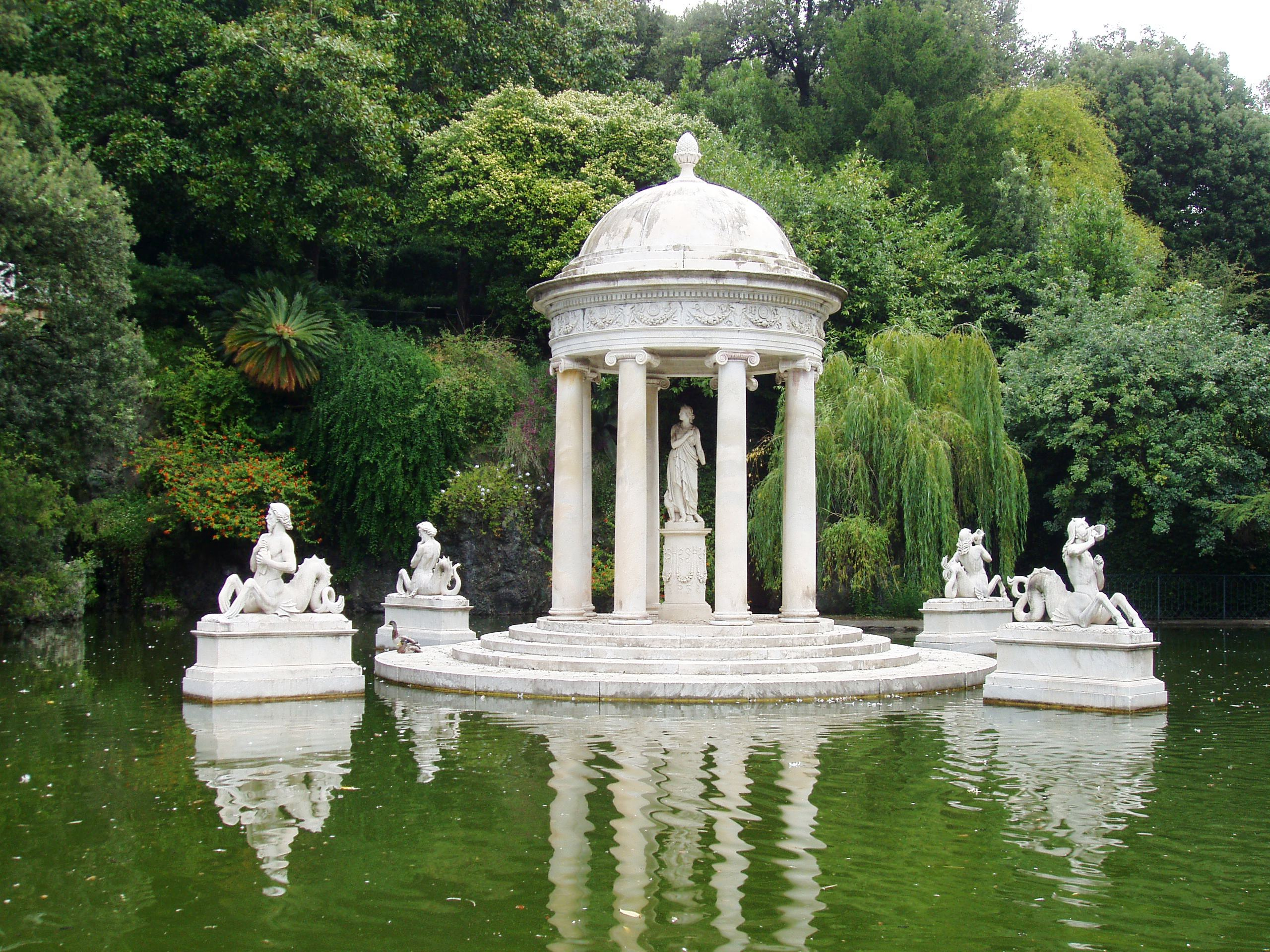
O Templo de Diana, em estilo neoclássico, no parque da Villa Durazzo-Pallavicini.
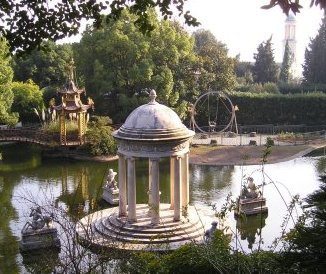
Datalhe do parque com o Templo de Diana
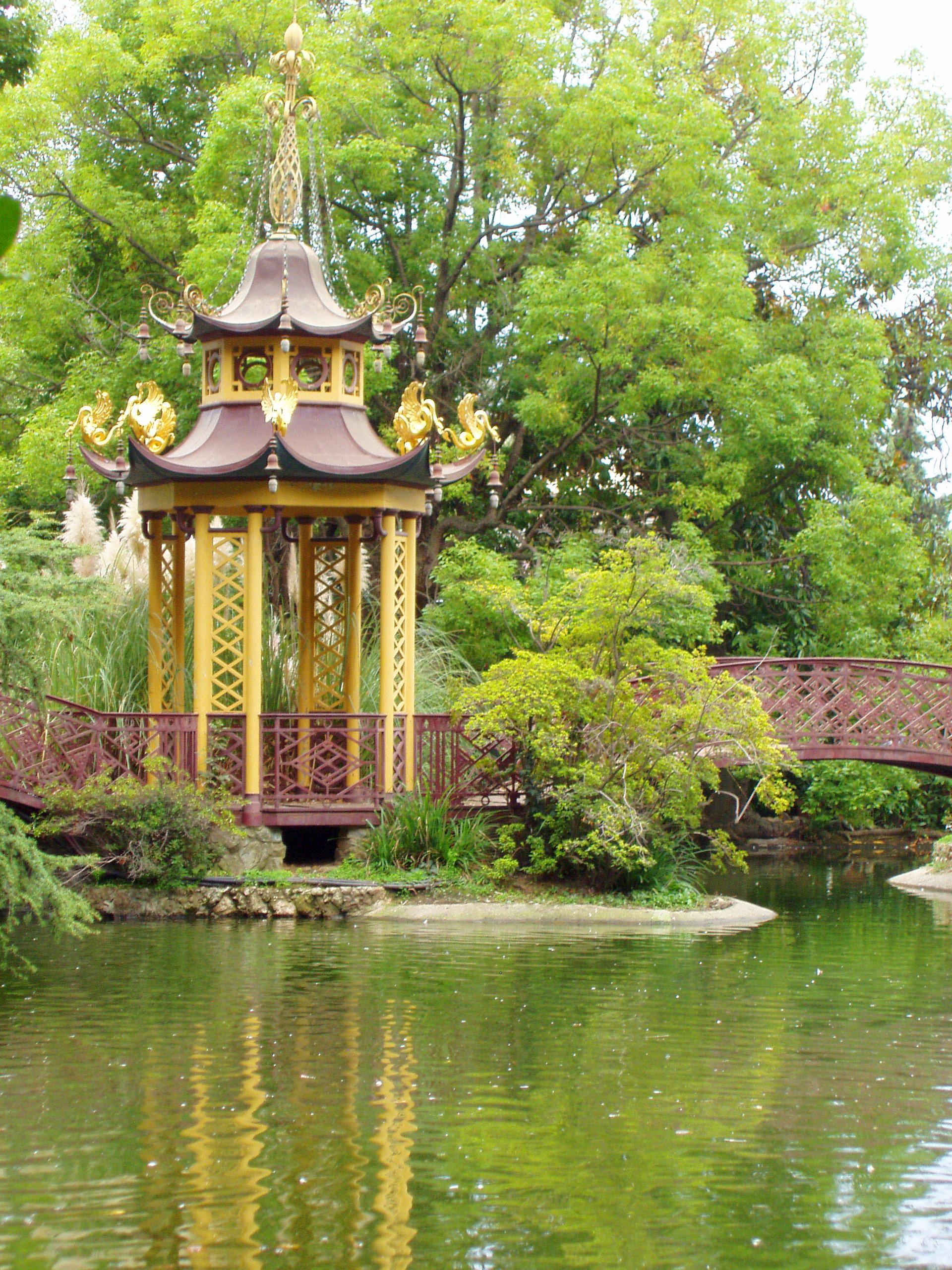
Pagode chinês
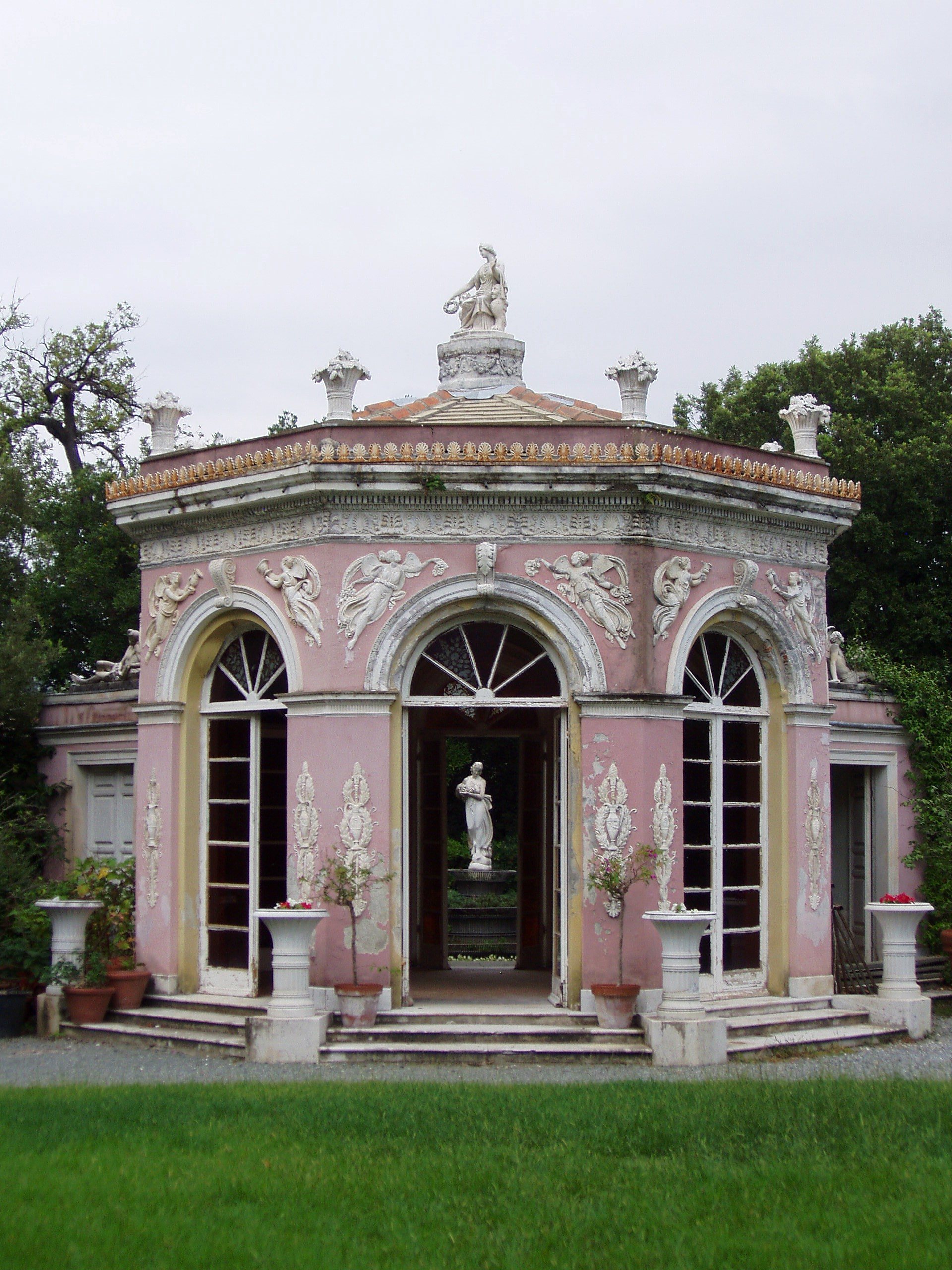
Casa flor
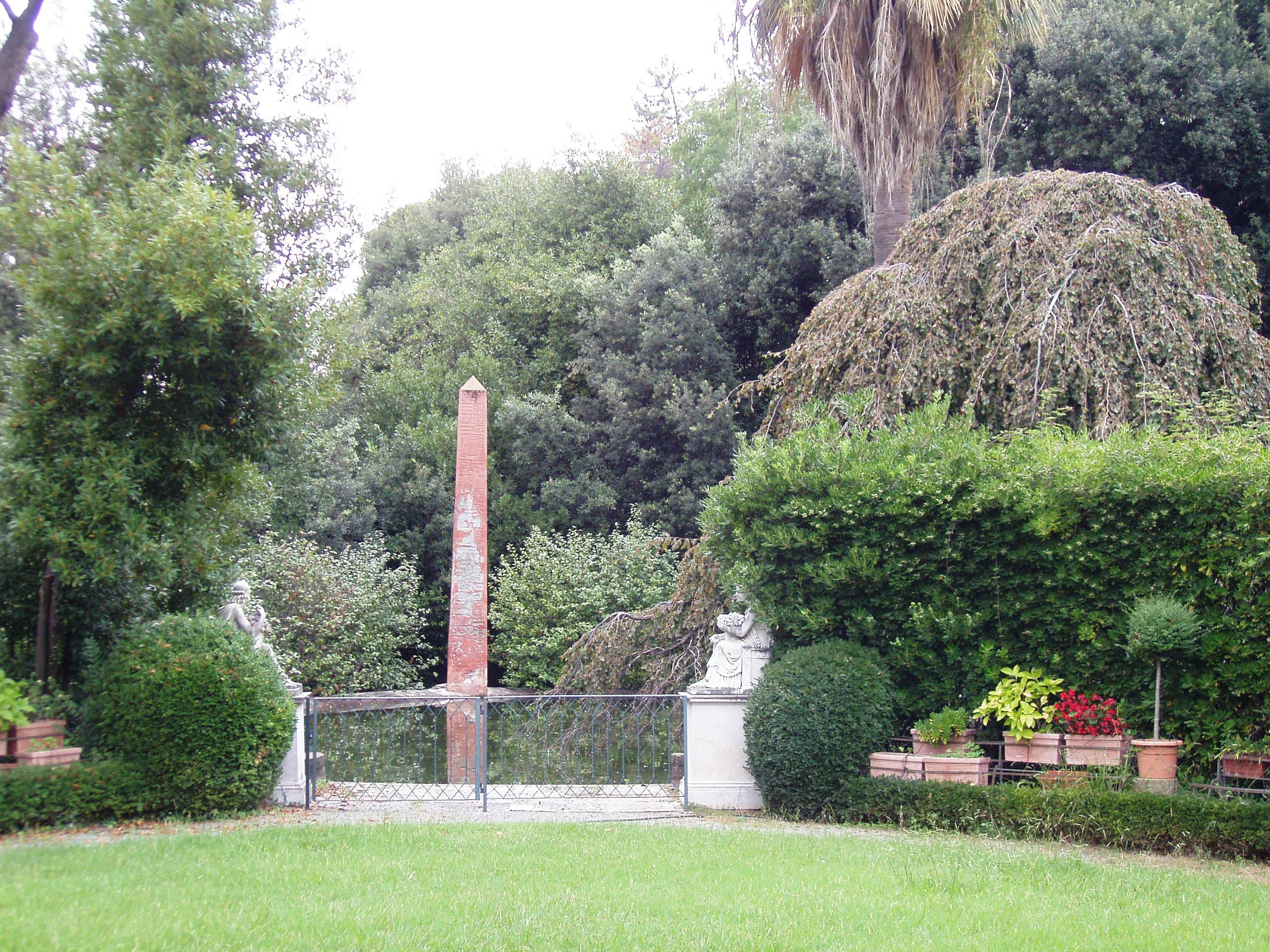
Obelisco
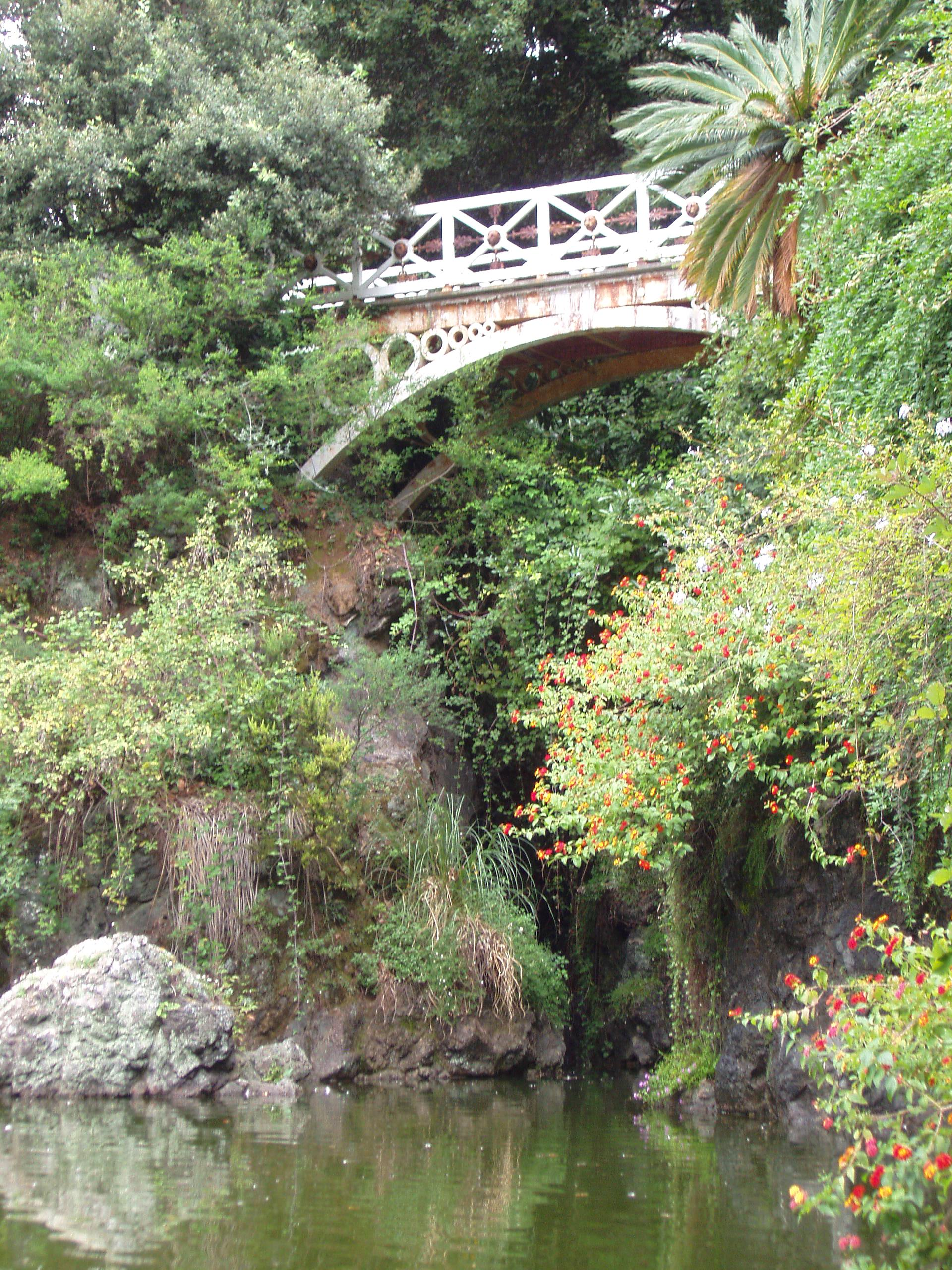
Ponte romana